# Ужба (река)
Ужба (Ужбол) — река в России, протекает в Судогодском районе Владимирской области. Правый приток реки Поль.

## География
Река Ужба берёт начало возле города Радужный, севернее урочища Иваньковская Стража. Течёт на юг через леса. Устье реки находится в 47 км по правому берегу реки Поль. Русло верховья реки канализировано. Длина реки составляет 14 км, площадь водосборного бассейна 79,1 км².

## Данные водного реестра
По данным государственного водного реестра России относится к Окскому бассейновому округу, водохозяйственный участок реки — Ока от водомерного поста у села Копоново до впадения реки Мокша, речной подбассейн реки — бассейны притоков Оки до впадения Мокши. Речной бассейн реки — Ока.
По данным геоинформационной системы водохозяйственного районирования территории РФ, подготовленной Федеральным агентством водных ресурсов:
- Код водного объекта в государственном водном реестре — 09010102312110000026283
- Код по гидрологической изученности (ГИ) — 110002628
- Код бассейна — 09.01.01.023
- Номер тома по ГИ — 10
- Выпуск по ГИ — 0